# Euro Truck Simulator
Euro Truck Simulator (en català, Simulador de Camions d'Europa, conegut com a Big Rig Europe a Amèrica del Nord) és un joc de simulació de camions de l'any 2008 desenvolupat i publicat per SCS Software, ambientat a Europa. El jugador pot conduir en una representació d'Europa, visitant les seves ciutats, recollint una varietat de càrregues i lliurar-les. Més de 300.000 còpies del joc s'han venut a Europa. El seu seguiment, Euro Truck Simulator 2, va ser llançat en 2012.

## Jugabilitat
El jugador pot transportar material d'una ciutat a una altra, millorar el seu camió, visitar les ciutats, etc. Els jugadors trien el seu país de sortida tals com Àustria, Regne Unit (només en la versió 1.2 i 1.3), Bèlgica, República Txeca, Itàlia, França, Alemanya, Països Baixos, Polònia, Espanya, Portugal, o Suïssa). A continuació escollirà el seu primer camió a comprar en l'oficina de compra-venda de camions amb un preu màxim de 100.000 €. No serà possible comprar qualsevol camió, ja que els diners inicials només permet comprar models de classe C (sí que podrà fer-ho quan es tingui més diners, on es vendrà el camió actual per comprar un de nou).
Després el jugador podrà trobar treballs mitjançant empreses fictícies per transportar càrrega i així guanyar diners, que podrà gastar millorant el seu camió, repostant quan sigui necessari, pagar multes si és el cas d'infraccions o violació de les normes de tràfic, comprar accés a altres països per expandir els seus negocis, o aconseguir una llicència per al transport de mercaderies perilloses (ADR).

## Camions
El joc presenta models de camions europeus amb instruments de treball tals com a indicadors de parpelleig, llums d'advertiment de baixa temperatura i combustible, eixugaparabrisa i mesuradors. Els camions inclosos són el Mercedes-Benz Actros (conegut com a Majestic), el Renault Magnum (conegut com a Runner), el Scania LPGRS-range (conegut com a Swift) i el Volvo FH (conegut com a Valiant).
Hi ha disponibles diversos models de cabines, cadascun amb tres classes (A, B o C), tots ells amb un grau elevat de realisme i detall, amb indicadors de velocitat, RPM, quantitat de combustible, indicadors de temperatura, etc. També és possible canviar marxes, accionar llums llargues o curtes, eixugaparabrises, diferents tipus de frenat, intermitents, manera de creuer, etc.
De tant en tant haurem de portar-los al taller, per reparar o afinar peces per millorar el seu rendiment o fins i tot canviar el color de la carrosseria.
| Camió i classe   | Basat en                     | Motor                            | Velocitats | Tanc de combustible | Preu      |
| ---------------- | ---------------------------- | -------------------------------- | ---------- | ------------------- | --------- |
| Runner A Class   | Renault Magnum Premium 2006  | 368 kW (500 cv) 2450 Nm, V6 12.8 | 14         | 950                 | 174,900 € |
| Runner B Class   | Renault Magnum Radiance 2009 | 339 kW (460 cv) 2300 Nm, V6 12.8 | 12         | 800                 | 117,900 € |
| Runner C Class   | Renault Magnum 2000          | 302 kW (410 cv) 1900 Nm, V6 10.8 | 9          | 600                 | 94,800 €  |
| Majestic A Class | Mercedes Actros 2008         | 425 kW (578 cv) 2700 Nm, V8 16   | 14         | 850                 | 176,900 € |
| Majestic B Class | Mercedes Actros mspace       | 370 kW (503 cv) 2400 Nm, V8 16   | 12         | 650                 | 124,500 € |
| Majestic C Class | Mercedes Axor 2010           | 320 kW (435 cv) 2100 Nm, V6 12   | 9          | 590                 | 97,800 €  |
| Swift A Class    | Scania R630                  | 456 kW (620 cv) 3000 Nm, V8 16   | 14         | 900                 | 170,900 € |
| Swift B Class    | Scania R560                  | 412 kW (560 cv) 2700 Nm, V8 16   | 12         | 700                 | 125,100 € |
| Swift C Class    | Scania R470                  | 345 kW (470 cv) 2200 Nm, V6 12   | 9          | 650                 | 95,700 €  |
| Valiant A Class  | Volvo FH16                   | 485 kW (650 cv) 3100 Nm, V8 16   | 14         | 890                 | 182,900 € |
| Valiant B Class  | Volvo FH12                   | 426 kW (580 cv) 2800 Nm, V6 16   | 12         | 650                 | 128,300 € |
| Valiant C Class  | Volvo FH12                   | 353 kW (480 cv) 2400 Nm, V6 12.8 | 9          | 600                 | 96,500 €  |

## Mods
Els mods poden ser utilitzats per canviar l'escenari del joc, per exemple: agregar més ciutats, canviar la interfície del camió o altres apartats. Per demostrar les fascinants creacions que són possibles de fer, un usuari ha recreat la República Argentina, la Brasilera i pròximament es dissenyarà la versió veneçolana. Països que no tenen relació amb el continent europeu i a mitjan 2016 es produirà el mods colombià i peruà. També es té pensat pròximament posar les Illes Canàries i afegir la famosa illa de Sant Borondón.

## Llançament
La versió 1.0 del joc es va enviar a les tendes a Alemanya el 6 d'agost de 2008. La data de llançament d'aquesta versió a Polònia va ser el 20 d'agost i en el Regne Unit, el 29 d'agost.
La versió 1.3, amb compatibilitat millorada amb DirectX, va ser llançada en el Regne Unit en CD per Excalibur Publishing i com una descàrrega en línia, però no està disponible en CD de les respectives editorials d'altres països. Aquesta versió es va ampliar per incloure el Regne Unit (ciutats de Londres, Manchester i Newcastle), un ferri Dover-Calais i més carreteres a Alemanya i Polònia.

## Desenvolupaments similars
- German Truck Simulator (lloc web oficial)
- UK Truck Simulator (lloc web oficial)